# Eratostene di Crotone
Eratostene di Crotone (in greco antico: Έρατοσθένης?, Eratosthénes; Crotone, ... – Crotone, dopo il 576 a.C.) è stato un atleta greco antico e cittadino di Crotone.

## Biografia
Nei Giochi Olimpici del 576 a.C., nella cinquantunesima edizione, Eratostene conseguì la vittoria nello stadion.
Strabone, trattando di Crotone, dov'era nato l'atleta, riferisce, inoltre, che Eratostene riuscì a disputare la finale insieme ad altri sette atleti crotoniati, tant'è che da qui nacque il famoso proverbio: «Ultimo dei Crotoniati, primo dei Greci».